# Liste der Nummer-eins-Hits in der Slowakei (2016)
Dies ist eine Liste der Nummer-eins-Hits in der Slowakei im Jahr 2016. Sie basiert auf den Auswertungen der IFPI ČR, der nationalen Vertretung der tschechischen Musikindustrie. Grundlage sind die Rádio Top 100 für Singles. Seit der 26. Woche werden zusätzlich die Singles Digitál Top 100 ermittelt und seit 1. November (Woche 43) gibt es auch offizielle Albumcharts.

## Singles
| ← 2015 ← | Liste der Nummer-eins-Hits in der Slowakei (Rádio Top 100) | Liste der Nummer-eins-Hits in der Slowakei (Rádio Top 100) | Liste der Nummer-eins-Hits in der Slowakei (Rádio Top 100) | 2017 → |
| \| Zeitraum \| Wo. ges. \| Interpret \| Titel Autor(en) \| Zusätzliche Informationen \| \| (Zeitraum, Wochen auf Platz eins, Interpret, Titel, Autor[en], zusätzliche Informationen) \| \| \| \| \| \| ----------------------------------------------------------------------------------------- \| -------- \| ----------------------------------- \| -------------------------------------------------------------------------------------------------------------------------------------------------------------- \| ----------------------------------------------------------------------------------------------------------------------- \| \| 51. Woche 2015 – 3. Woche 2016 6 Wochen (insgesamt 8) \| 8 \| Adele \| Hello Greg Kurstin, Adele Adkins \| – \| \| 4. Woche 1 Woche (insgesamt 9) \| 9 \| Lost Frequencies feat. Janieck Devy \| Reality Felix de Laet, Radboud Miedema, Janieck van de Polder \| – \| \| 5. Woche 1 Woche \| 1 \| Kryštof \| Ty a já \| Der erfolgreichste Song des Vorjahres in Tschechien schaffte es mit Verzögerung auch im Nachbarland an die Chartspitze. \| \| 6. Woche 1 Woche (insgesamt 9) \| 9 \| Lost Frequencies feat. Janieck Devy \| Reality \| – \| \| 7.–8. Woche 2 Wochen (insgesamt 8) \| 8 \| Adele \| Hello Greg Kurstin, Adele Adkins \| – \| \| 9.–15. Woche 7 Wochen (insgesamt 8) \| 8 \| Justin Bieber \| Love Yourself Benjamin Levin, Justin Bieber, Ed Sheeran \| – \| \| 16.–17. Woche 2 Wochen (insgesamt 4) \| 4 \| Matt Simons \| Catch & Release Matt Simons, Erik Mattiasson \| – \| \| 18. Woche 1 Woche (insgesamt 8) \| 8 \| Justin Bieber \| Love Yourself Benjamin Levin, Justin Bieber, Ed Sheeran \| – \| \| 19. Woche 1 Woche \| 1 \| Alan Walker \| Faded Anders Froen, Gunnar Greve Pettersen, Alan Walker, Jesper Borgen \| – \| \| 20. Woche 1 Woche \| 1 \| Dua Lipa \| Be the One Nicholas James Gale, Jack Tarrant, Lucy Helen Taylor \| – \| \| 21. Woche 1 Woche \| 1 \| Coldplay \| Hymn for the Weekend Will Champion, Chris Martin, Guy Berryman, Jonny Buckland \| – \| \| 22. Woche 1 Woche (insgesamt 4) \| 4 \| Sia feat. Sean Paul \| Cheap Thrills Sia Furler, Greg Kurstin, Sean Paul Henriques \| – \| \| 23. Woche 1 Woche (insgesamt 4) \| 4 \| Matt Simons \| Catch & Release Matt Simons, Erik Mattiasson \| – \| \| 24.–25. Woche 2 Wochen (insgesamt 4) \| 4 \| Sia feat. Sean Paul \| Cheap Thrills Sia Furler, Greg Kurstin, Sean Paul Henriques \| – \| \| 26. Woche 1 Woche (insgesamt 4) \| 4 \| Matt Simons \| Catch & Release Matt Simons, Erik Mattiasson \| – \| \| 27.–28. Woche 2 Wochen (insgesamt 3) \| 3 \| Enrique Iglesias feat. Wisin \| Duele el corazón Enrique Iglesias, Francisco Saldana, Hasibur Rahman, Juan Luis Moreira, Patrick A. Ingunza, Servando Moriche Primera Mussett, Silverlo Lozada \| – \| \| 29.–32. Woche 4 Wochen (insgesamt 8) \| 8 \| Imany \| Don’t Be So Shy Nadia Mladjao, Stéfane Goldman \| – \| \| 33. Woche 1 Woche (insgesamt 6) \| 6 \| Álvaro Soler \| Sofia Simon Triebel, Ali Zuckowski, Nadir Khayat, Jakke Erikson, Álvaro Tauchert Soler \| – \| \| 34. Woche 1 Woche (insgesamt 8) \| 8 \| Imany \| Don’t Be So Shy Nadia Mladjao, Stéfane Goldman \| – \| \| 35. Woche 1 Woche (insgesamt 4) \| 4 \| Sia feat. Sean Paul \| Cheap Thrills Sia Furler, Greg Kurstin, Sean Paul Henriques \| – \| \| 36. Woche 1 Woche (insgesamt 8) \| 8 \| Imany \| Don’t Be So Shy Nadia Mladjao, Stéfane Goldman \| – \| \| 37. Woche 1 Woche (insgesamt 3) \| 3 \| Enrique Iglesias feat. Wisin \| Duele el corazón Enrique Iglesias, Francisco Saldana, Hasibur Rahman, Juan Luis Moreira, Patrick A. Ingunza, Servando Moriche Primera Mussett, Silverlo Lozada \| – \| \| 38.–40. Woche 3 Wochen (insgesamt 4) \| 4 \| Shawn Mendes \| Treat You Better Teddy Geiger, Scott Harris, Shawn Mendes \| – \| \| 41. Woche 1 Woche (insgesamt 6) \| 6 \| Álvaro Soler \| Sofia Simon Triebel, Ali Zuckowski, Nadir Khayat, Jakke Erikson, Álvaro Tauchert Soler \| – \| \| 42. Woche 1 Woche (insgesamt 4) \| 4 \| Shawn Mendes \| Treat You Better Teddy Geiger, Scott Harris, Shawn Mendes \| – \| \| 43. Woche 1 Woche (insgesamt 6) \| 6 \| Álvaro Soler \| Sofia Simon Triebel, Ali Zuckowski, Nadir Khayat, Jakke Erikson, Álvaro Tauchert Soler \| – \| \| 44.–45. Woche 2 Wochen (insgesamt 8) \| 8 \| Imany \| Don’t Be So Shy Nadia Mladjao, Stéfane Goldman \| – \| \| 46.–47. Woche 2 Wochen (insgesamt 6) \| 6 \| Álvaro Soler \| Sofia Simon Triebel, Ali Zuckowski, Nadir Khayat, Jakke Erikson, Álvaro Tauchert Soler \| – \| \| 48. Woche 1 Woche (insgesamt 7) \| 7 \| Rag ’n’ Bone Man \| Human Rory Graham, Jamie Hartman \| – \| \| 49. Woche 1 Woche (insgesamt 6) \| 6 \| Álvaro Soler \| Sofia Simon Triebel, Ali Zuckowski, Nadir Khayat, Jakke Erikson, Álvaro Tauchert Soler \| – \| \| 50. Woche 2016 – 3. Woche 2017 6 Wochen \| 6 \| LP \| Lost on You Michael Francis Gonzalez, Nathaniel J. Campany, Laura Pergolizzi \| – \| |                                                            |                                                            | | |
| ← 2015 |                                                            |                                                            | | → 2017 → |
| Zeitraum | Wo. ges.                                                   | Interpret                                                  | Titel Autor(en) | Zusätzliche Informationen                                                                                               |
| (Zeitraum, Wochen auf Platz eins, Interpret, Titel, Autor[en], zusätzliche Informationen) |                                                            |                                                            | | |
| 51. Woche 2015 – 3. Woche 2016 6 Wochen (insgesamt 8) | 8                                                          | Adele                                                      | Hello Greg Kurstin, Adele Adkins | – |
| 4. Woche 1 Woche (insgesamt 9) | 9                                                          | Lost Frequencies feat. Janieck Devy                        | Reality Felix de Laet, Radboud Miedema, Janieck van de Polder                                                                                                  | – |
| 5. Woche 1 Woche | 1                                                          | Kryštof                                                    | Ty a já | Der erfolgreichste Song des Vorjahres in Tschechien schaffte es mit Verzögerung auch im Nachbarland an die Chartspitze. |
| 6. Woche 1 Woche (insgesamt 9) | 9                                                          | Lost Frequencies feat. Janieck Devy                        | Reality | – |
| 7.–8. Woche 2 Wochen (insgesamt 8) | 8                                                          | Adele                                                      | Hello Greg Kurstin, Adele Adkins | – |
| 9.–15. Woche 7 Wochen (insgesamt 8) | 8                                                          | Justin Bieber                                              | Love Yourself Benjamin Levin, Justin Bieber, Ed Sheeran | – |
| 16.–17. Woche 2 Wochen (insgesamt 4) | 4                                                          | Matt Simons                                                | Catch & Release Matt Simons, Erik Mattiasson | – |
| 18. Woche 1 Woche (insgesamt 8) | 8                                                          | Justin Bieber                                              | Love Yourself Benjamin Levin, Justin Bieber, Ed Sheeran | – |
| 19. Woche 1 Woche | 1                                                          | Alan Walker                                                | Faded Anders Froen, Gunnar Greve Pettersen, Alan Walker, Jesper Borgen                                                                                         | – |
| 20. Woche 1 Woche | 1                                                          | Dua Lipa                                                   | Be the One Nicholas James Gale, Jack Tarrant, Lucy Helen Taylor                                                                                                | – |
| 21. Woche 1 Woche | 1                                                          | Coldplay                                                   | Hymn for the Weekend Will Champion, Chris Martin, Guy Berryman, Jonny Buckland                                                                                 | – |
| 22. Woche 1 Woche (insgesamt 4) | 4                                                          | Sia feat. Sean Paul                                        | Cheap Thrills Sia Furler, Greg Kurstin, Sean Paul Henriques | – |
| 23. Woche 1 Woche (insgesamt 4) | 4                                                          | Matt Simons                                                | Catch & Release Matt Simons, Erik Mattiasson | – |
| 24.–25. Woche 2 Wochen (insgesamt 4) | 4                                                          | Sia feat. Sean Paul                                        | Cheap Thrills Sia Furler, Greg Kurstin, Sean Paul Henriques | – |
| 26. Woche 1 Woche (insgesamt 4) | 4                                                          | Matt Simons                                                | Catch & Release Matt Simons, Erik Mattiasson | – |
| 27.–28. Woche 2 Wochen (insgesamt 3) | 3                                                          | Enrique Iglesias feat. Wisin                               | Duele el corazón Enrique Iglesias, Francisco Saldana, Hasibur Rahman, Juan Luis Moreira, Patrick A. Ingunza, Servando Moriche Primera Mussett, Silverlo Lozada | – |
| 29.–32. Woche 4 Wochen (insgesamt 8) | 8                                                          | Imany                                                      | Don’t Be So Shy Nadia Mladjao, Stéfane Goldman | – |
| 33. Woche 1 Woche (insgesamt 6) | 6                                                          | Álvaro Soler                                               | Sofia Simon Triebel, Ali Zuckowski, Nadir Khayat, Jakke Erikson, Álvaro Tauchert Soler                                                                         | – |
| 34. Woche 1 Woche (insgesamt 8) | 8                                                          | Imany                                                      | Don’t Be So Shy Nadia Mladjao, Stéfane Goldman | – |
| 35. Woche 1 Woche (insgesamt 4) | 4                                                          | Sia feat. Sean Paul                                        | Cheap Thrills Sia Furler, Greg Kurstin, Sean Paul Henriques | – |
| 36. Woche 1 Woche (insgesamt 8) | 8                                                          | Imany                                                      | Don’t Be So Shy Nadia Mladjao, Stéfane Goldman | – |
| 37. Woche 1 Woche (insgesamt 3) | 3                                                          | Enrique Iglesias feat. Wisin                               | Duele el corazón Enrique Iglesias, Francisco Saldana, Hasibur Rahman, Juan Luis Moreira, Patrick A. Ingunza, Servando Moriche Primera Mussett, Silverlo Lozada | – |
| 38.–40. Woche 3 Wochen (insgesamt 4) | 4                                                          | Shawn Mendes                                               | Treat You Better Teddy Geiger, Scott Harris, Shawn Mendes | – |
| 41. Woche 1 Woche (insgesamt 6) | 6                                                          | Álvaro Soler                                               | Sofia Simon Triebel, Ali Zuckowski, Nadir Khayat, Jakke Erikson, Álvaro Tauchert Soler                                                                         | – |
| 42. Woche 1 Woche (insgesamt 4) | 4                                                          | Shawn Mendes                                               | Treat You Better Teddy Geiger, Scott Harris, Shawn Mendes | – |
| 43. Woche 1 Woche (insgesamt 6) | 6                                                          | Álvaro Soler                                               | Sofia Simon Triebel, Ali Zuckowski, Nadir Khayat, Jakke Erikson, Álvaro Tauchert Soler                                                                         | – |
| 44.–45. Woche 2 Wochen (insgesamt 8) | 8                                                          | Imany                                                      | Don’t Be So Shy Nadia Mladjao, Stéfane Goldman | – |
| 46.–47. Woche 2 Wochen (insgesamt 6) | 6                                                          | Álvaro Soler                                               | Sofia Simon Triebel, Ali Zuckowski, Nadir Khayat, Jakke Erikson, Álvaro Tauchert Soler                                                                         | – |
| 48. Woche 1 Woche (insgesamt 7) | 7                                                          | Rag ’n’ Bone Man                                           | Human Rory Graham, Jamie Hartman | – |
| 49. Woche 1 Woche (insgesamt 6) | 6                                                          | Álvaro Soler                                               | Sofia Simon Triebel, Ali Zuckowski, Nadir Khayat, Jakke Erikson, Álvaro Tauchert Soler                                                                         | – |
| 50. Woche 2016 – 3. Woche 2017 6 Wochen | 6                                                          | LP                                                         | Lost on You Michael Francis Gonzalez, Nathaniel J. Campany, Laura Pergolizzi                                                                                   | – |

| ← 2015 ← | Liste der Nummer-eins-Hits in der Slowakei (Singles Digitál Top 100) | Liste der Nummer-eins-Hits in der Slowakei (Singles Digitál Top 100) | Liste der Nummer-eins-Hits in der Slowakei (Singles Digitál Top 100) | 2017 →                    |
| \| Zeitraum \| Wo. ges. \| Interpret \| Titel Autor(en) \| Zusätzliche Informationen \| \| (Zeitraum, Wochen auf Platz eins, Interpret, Titel, Autor[en], zusätzliche Informationen) \| \| \| \| \| \| ----------------------------------------------------------------------------------------- \| -------- \| ----------------------------------------- \| ----------------------------------------------------------------------------------------------------------------------------------------------------------------------------------------- \| ------------------------- \| \| 1.–3. Woche 3 Wochen (insgesamt 5) \| 5 \| Adele \| Hello Greg Kurstin, Adele Adkins \| – \| \| 4. Woche 1 Woche (insgesamt 6) \| 6 \| Alan Walker \| Faded Anders Froen, Gunnar Greve Pettersen, Alan Walker, Jesper Borgen \| – \| \| 5. Woche 1 Woche (insgesamt 2) \| 2 \| Zayn \| Pillowtalk Zayn Malik, Anthony Hannides, Michael Hannides \| – \| \| 6. Woche 1 Woche (insgesamt 7) \| 7 \| Justin Bieber \| Sorry Justin Bieber, Sonny Moore, Justin Tranter, Julia Michaels, Michael Tucker \| – \| \| 7. Woche 1 Woche (insgesamt 2) \| 2 \| Zayn \| Pillowtalk Zayn Malik, Anthony Hannides, Michael Hannides \| – \| \| 8. Woche 1 Woche (insgesamt 2) \| 2 \| Justin Bieber \| Love Yourself Benjamin Levin, Justin Bieber, Ed Sheeran \| – \| \| 9. Woche 1 Woche \| 1 \| Rihanna feat. Drake \| Work Rupert Thomas, Monte Moir, Aubrey Graham, Matthew Samuels, Robyn Fenty, Allen Ritter, Rich Stephenson, Jahron Braithwaite \| – \| \| 10. Woche 1 Woche (insgesamt 2) \| 2 \| Justin Bieber \| Love Yourself Benjamin Levin, Justin Bieber, Ed Sheeran \| – \| \| 11.–15. Woche 5 Wochen (insgesamt 6) \| 6 \| Alan Walker \| Faded Anders Froen, Gunnar Greve Pettersen, Alan Walker, Jesper Borgen \| – \| \| 16.–17. Woche 2 Wochen \| 2 \| Mike Posner \| I Took a Pill in Ibiza (Seeb Remix) Mike Posner, Martin Terefe \| – \| \| 18.–20. Woche 3 Wochen (insgesamt 4) \| 4 \| Sia feat. Sean Paul \| Cheap Thrills Sia Furler, Greg Kurstin, Sean Paul Henriques \| – \| \| 21.–26. Woche 6 Wochen (insgesamt 7) \| 7 \| Justin Timberlake \| Can’t Stop the Feeling! Max Martin, Karl Johan Schuster, Justin Timberlake \| – \| \| 27. Woche 1 Woche \| 1 \| Calvin Harris & Rihanna \| This Is What You Came For Calvin Harris, Nils Sjöberg \| – \| \| 28. Woche 1 Woche (insgesamt 7) \| 7 \| Justin Timberlake \| Can’t Stop the Feeling! Max Martin, Karl Johan Schuster, Justin Timberlake \| – \| \| 29. Woche 1 Woche (insgesamt 4) \| 4 \| Sia feat. Sean Paul \| Cheap Thrills Sia Furler, Greg Kurstin, Sean Paul Henriques \| – \| \| 30. Woche 1 Woche \| 1 \| Kungs vs. Cookin’ on 3 Burners \| This Girl Lance Ferguson, Ivan Khatchoyan, Jake Mason \| – \| \| 31.–33. Woche 3 Wochen \| 3 \| Major Lazer feat. Justin Bieber & Mø \| Cold Water Ed Sheeran, Benjamin Levin, Karen Marie Ørsted, Thomas Pentz, Justin Bieber, Jamie Scott, Philip Meckseper, Henry Allen \| – \| \| 34. Woche 1 Woche \| 1 \| Twenty One Pilots \| Heathens Mike Elizondo, Tyler Joseph \| – \| \| 35.–36. Woche 2 Wochen (insgesamt 4) \| 4 \| DJ Snake feat. Justin Bieber \| Let Me Love You Louis Bell, Justin Bieber, Lumidee Cedeño, William Grigahcine, Stany Kibulu, Brian Lee, Steven Marsden, Teddy Mendez, Edwin Perez, Austin Roser, Ali Tamposi, Andrew Watt \| – \| \| 37.–39. Woche 3 Wochen (insgesamt 4) \| 4 \| The Chainsmokers feat. Halsey \| Closer Isaac Slade, Joseph King, Andrew Taggart, Shaun Frank, Frederic Kennet \| – \| \| 40. Woche 1 Woche (insgesamt 8) \| 8 \| The Weeknd & Daft Punk \| Starboy Thomas Bangalter, Guy-Manuel de Homem-Christo, Martin McKinney, Henry Russell Walter, Abel Tesfaye \| – \| \| 41. Woche 1 Woche (insgesamt 4) \| 4 \| DJ Snake feat. Justin Bieber \| Let Me Love You William Grigahcine, Louis Bell, Andrew Watt, Ali Tamposi, Justin Bieber, Steven Marsden, Teddy Mendez, Lumidee Cedeño, Brian Lee, Edwin Perez, Austin Roser \| – \| \| 42. Woche 1 Woche (insgesamt 4) \| 4 \| The Chainsmokers feat. Halsey \| Closer Isaac Slade, Joseph King, Andrew Taggart, Shaun Frank, Frederic Kennet \| – \| \| 43.–45. Woche 3 Wochen (insgesamt 8) \| 8 \| The Weeknd & Daft Punk \| Starboy Thomas Bangalter, Guy-Manuel de Homem-Christo, Martin McKinney, Henry Russell Walter, Abel Tesfaye \| – \| \| 46. Woche 1 Woche (insgesamt 4) \| 4 \| DJ Snake feat. Justin Bieber \| Let Me Love You William Grigahcine, Louis Bell, Andrew Watt, Ali Tamposi, Justin Bieber, Steven Marsden, Teddy Mendez, Lumidee Cedeño, Brian Lee, Edwin Perez, Austin Roser \| – \| \| 47.–50. Woche 4 Wochen (insgesamt 8) \| 8 \| The Weeknd & Daft Punk \| Starboy Thomas Bangalter, Guy-Manuel de Homem-Christo, Martin McKinney, Henry Russell Walter, Abel Tesfaye \| – \| \| 51. Woche 2016 – 1. Woche 2017 3 Wochen \| 3 \| Clean Bandit feat. Sean Paul & Anne-Marie \| Rockabye Jack Patterson, Steve Mac, Ammar Malik, Ina Wroldsen, Sean Paul Henriques \| – \| |                                                                      |                                                                      | |                           |
| ← 2015 |                                                                      |                                                                      | | → 2017 →                  |
| Zeitraum | Wo. ges.                                                             | Interpret                                                            | Titel Autor(en) | Zusätzliche Informationen |
| (Zeitraum, Wochen auf Platz eins, Interpret, Titel, Autor[en], zusätzliche Informationen) |                                                                      |                                                                      | |                           |
| 1.–3. Woche 3 Wochen (insgesamt 5) | 5                                                                    | Adele                                                                | Hello Greg Kurstin, Adele Adkins | –                         |
| 4. Woche 1 Woche (insgesamt 6) | 6                                                                    | Alan Walker                                                          | Faded Anders Froen, Gunnar Greve Pettersen, Alan Walker, Jesper Borgen | –                         |
| 5. Woche 1 Woche (insgesamt 2) | 2                                                                    | Zayn                                                                 | Pillowtalk Zayn Malik, Anthony Hannides, Michael Hannides | –                         |
| 6. Woche 1 Woche (insgesamt 7) | 7                                                                    | Justin Bieber                                                        | Sorry Justin Bieber, Sonny Moore, Justin Tranter, Julia Michaels, Michael Tucker | –                         |
| 7. Woche 1 Woche (insgesamt 2) | 2                                                                    | Zayn                                                                 | Pillowtalk Zayn Malik, Anthony Hannides, Michael Hannides | –                         |
| 8. Woche 1 Woche (insgesamt 2) | 2                                                                    | Justin Bieber                                                        | Love Yourself Benjamin Levin, Justin Bieber, Ed Sheeran | –                         |
| 9. Woche 1 Woche | 1                                                                    | Rihanna feat. Drake                                                  | Work Rupert Thomas, Monte Moir, Aubrey Graham, Matthew Samuels, Robyn Fenty, Allen Ritter, Rich Stephenson, Jahron Braithwaite                                                            | –                         |
| 10. Woche 1 Woche (insgesamt 2) | 2                                                                    | Justin Bieber                                                        | Love Yourself Benjamin Levin, Justin Bieber, Ed Sheeran | –                         |
| 11.–15. Woche 5 Wochen (insgesamt 6) | 6                                                                    | Alan Walker                                                          | Faded Anders Froen, Gunnar Greve Pettersen, Alan Walker, Jesper Borgen | –                         |
| 16.–17. Woche 2 Wochen | 2                                                                    | Mike Posner                                                          | I Took a Pill in Ibiza (Seeb Remix) Mike Posner, Martin Terefe | –                         |
| 18.–20. Woche 3 Wochen (insgesamt 4) | 4                                                                    | Sia feat. Sean Paul                                                  | Cheap Thrills Sia Furler, Greg Kurstin, Sean Paul Henriques | –                         |
| 21.–26. Woche 6 Wochen (insgesamt 7) | 7                                                                    | Justin Timberlake                                                    | Can’t Stop the Feeling! Max Martin, Karl Johan Schuster, Justin Timberlake | –                         |
| 27. Woche 1 Woche | 1                                                                    | Calvin Harris & Rihanna                                              | This Is What You Came For Calvin Harris, Nils Sjöberg | –                         |
| 28. Woche 1 Woche (insgesamt 7) | 7                                                                    | Justin Timberlake                                                    | Can’t Stop the Feeling! Max Martin, Karl Johan Schuster, Justin Timberlake | –                         |
| 29. Woche 1 Woche (insgesamt 4) | 4                                                                    | Sia feat. Sean Paul                                                  | Cheap Thrills Sia Furler, Greg Kurstin, Sean Paul Henriques | –                         |
| 30. Woche 1 Woche | 1                                                                    | Kungs vs. Cookin’ on 3 Burners                                       | This Girl Lance Ferguson, Ivan Khatchoyan, Jake Mason | –                         |
| 31.–33. Woche 3 Wochen | 3                                                                    | Major Lazer feat. Justin Bieber & Mø                                 | Cold Water Ed Sheeran, Benjamin Levin, Karen Marie Ørsted, Thomas Pentz, Justin Bieber, Jamie Scott, Philip Meckseper, Henry Allen                                                        | –                         |
| 34. Woche 1 Woche | 1                                                                    | Twenty One Pilots                                                    | Heathens Mike Elizondo, Tyler Joseph | –                         |
| 35.–36. Woche 2 Wochen (insgesamt 4) | 4                                                                    | DJ Snake feat. Justin Bieber                                         | Let Me Love You Louis Bell, Justin Bieber, Lumidee Cedeño, William Grigahcine, Stany Kibulu, Brian Lee, Steven Marsden, Teddy Mendez, Edwin Perez, Austin Roser, Ali Tamposi, Andrew Watt | –                         |
| 37.–39. Woche 3 Wochen (insgesamt 4) | 4                                                                    | The Chainsmokers feat. Halsey                                        | Closer Isaac Slade, Joseph King, Andrew Taggart, Shaun Frank, Frederic Kennet | –                         |
| 40. Woche 1 Woche (insgesamt 8) | 8                                                                    | The Weeknd & Daft Punk                                               | Starboy Thomas Bangalter, Guy-Manuel de Homem-Christo, Martin McKinney, Henry Russell Walter, Abel Tesfaye                                                                                | –                         |
| 41. Woche 1 Woche (insgesamt 4) | 4                                                                    | DJ Snake feat. Justin Bieber                                         | Let Me Love You William Grigahcine, Louis Bell, Andrew Watt, Ali Tamposi, Justin Bieber, Steven Marsden, Teddy Mendez, Lumidee Cedeño, Brian Lee, Edwin Perez, Austin Roser               | –                         |
| 42. Woche 1 Woche (insgesamt 4) | 4                                                                    | The Chainsmokers feat. Halsey                                        | Closer Isaac Slade, Joseph King, Andrew Taggart, Shaun Frank, Frederic Kennet | –                         |
| 43.–45. Woche 3 Wochen (insgesamt 8) | 8                                                                    | The Weeknd & Daft Punk                                               | Starboy Thomas Bangalter, Guy-Manuel de Homem-Christo, Martin McKinney, Henry Russell Walter, Abel Tesfaye                                                                                | –                         |
| 46. Woche 1 Woche (insgesamt 4) | 4                                                                    | DJ Snake feat. Justin Bieber                                         | Let Me Love You William Grigahcine, Louis Bell, Andrew Watt, Ali Tamposi, Justin Bieber, Steven Marsden, Teddy Mendez, Lumidee Cedeño, Brian Lee, Edwin Perez, Austin Roser               | –                         |
| 47.–50. Woche 4 Wochen (insgesamt 8) | 8                                                                    | The Weeknd & Daft Punk                                               | Starboy Thomas Bangalter, Guy-Manuel de Homem-Christo, Martin McKinney, Henry Russell Walter, Abel Tesfaye                                                                                | –                         |
| 51. Woche 2016 – 1. Woche 2017 3 Wochen | 3                                                                    | Clean Bandit feat. Sean Paul & Anne-Marie                            | Rockabye Jack Patterson, Steve Mac, Ammar Malik, Ina Wroldsen, Sean Paul Henriques | –                         |

## Alben
| ← 2015 ← | Liste der Nummer-eins-Hits in der Slowakei | Liste der Nummer-eins-Hits in der Slowakei | Liste der Nummer-eins-Hits in der Slowakei | 2017 →                    |
| \| Zeitraum \| Wo. ges. \| Interpret \| Titel \| Zusätzliche Informationen \| \| (Zeitraum, Wochen auf Platz eins, Interpret, Titel, zusätzliche Informationen) \| \| \| \| \| \| ------------------------------------------------------------------------------ \| -------- \| -------------- \| ------------------------ \| ------------------------- \| \| 43. Woche 1 Woche \| 1 \| Richard Müller \| 55 \| – \| \| 44. Woche 1 Woche \| 1 \| Kandráčovci \| Sokoly \| – \| \| 45. Woche 1 Woche \| 1 \| Rôzni \| Fíha tralala – bumbarasa \| – \| \| 46.–50. Woche 5 Wochen \| 5 \| Miro Jaroš \| Tešíme sa na Ježiška \| – \| \| 51. Woche 2016 – 7. Woche 2017 9 Wochen \| 9 \| Rytmus \| Krstný otec \| – \| |                                            |                                            |                                            |                           |
| ← 2015 |                                            |                                            |                                            | → 2017 →                  |
| Zeitraum | Wo. ges.                                   | Interpret                                  | Titel                                      | Zusätzliche Informationen |
| (Zeitraum, Wochen auf Platz eins, Interpret, Titel, zusätzliche Informationen) |                                            |                                            |                                            |                           |
| 43. Woche 1 Woche | 1                                          | Richard Müller                             | 55                                         | –                         |
| 44. Woche 1 Woche | 1                                          | Kandráčovci                                | Sokoly                                     | –                         |
| 45. Woche 1 Woche | 1                                          | Rôzni                                      | Fíha tralala – bumbarasa                   | –                         |
| 46.–50. Woche 5 Wochen | 5                                          | Miro Jaroš                                 | Tešíme sa na Ježiška                       | –                         |
| 51. Woche 2016 – 7. Woche 2017 9 Wochen | 9                                          | Rytmus                                     | Krstný otec                                | –                         |